# Nicodamus (aranya)
|  | Per a altres significats, vegeu «Nicodamus». |

Nicodamus és un gènere d'aranyes araneomorfes de la família dels nicodàmids (Nicodamidae). Fou descrit per primera vegada l'any 1887 per Eugène Simon. Són unes aranyes petites pròpies d'Austràlia. Reben el nom popular de red and black spiders (aranyes vermelles i negres).
Segons el World Spider Catalog, amb data de desembre de 2018, Nicodamus té reconegudes 2 espècies:
- Nicodamus mainae Harvey, 1995
- Nicodamus peregrinus (Walckenaer, 1841)